# Stephania neoguineensis
Stephania neoguineensis är en tvåhjärtbladig växtart som beskrevs av B.C.Kundu och S. Guha. Stephania neoguineensis ingår i släktet Stephania och familjen Menispermaceae. Inga underarter finns listade i Catalogue of Life.